# Бабат Григорій Ілліч
Георгій Ілліч Бабат (1911–1960) — радянський електротехнік, доктор технічних наук, автор більш ніж ста винаходів і багатьох наукових ідей, запропонував ідею мобільного телефону в 1943 році.

## Навчання
Народився 13 січня 1911 року в Житомирі. У 1932 році закінчив Київський політехнічний інститут.

## Наукова діяльність
У 1932—1942 роках — інженер, потім завідувач лабораторією на електровакуумному заводі «Світлана» в Ленінграді. Одночасно в 1934—1941 роках — викладач (з 1939 року — доцент) кафедри автоматики і телемеханіки Ленінградського політехнічного інституту.
Доктор технічних наук (1941).
З 1942 року працював на оборонних підприємствах Москви.
У 1943—1946 роках — науковий співробітник ЕІАН імені Р. М. Кржижановського, в 1946—1949 рр. — завідувач лабораторією НАМИ (змушений був залишити у зв'язку із звинуваченнями в космополітизмі). Одночасно в 1945—1948 рр. він читав курс «Індукційний нагрів» в МЕІ
З 1947 року Григорій Бабат  працював на посаді професора кафедри електротехніки та електрообладнання ВЗІСІ.

## Винахідник
У 1940-ті роки Григорій Бабат запропонував ідеї більш як 100 винаходів і зробив серію відкриттів, якими користуються й досі. Приміром, він займався бездротовою передачею електрики для електромобілів і винайшов механічного пса. В 1943 році запропонував ідею монофона.
Помер Григорій Бабат  15 жовтня 1960 року в Москві після перенесеного у 1959 році інсульту.

### Наукові досягнення
- Цикл робіт по схемах перетворювачів постійного та змінного струму за допомогою керованих вентилів (випрямлячі, інвертори, перетворювачі частоти) — з 1932 р.
- Винайшов точкову конденсаторну електрозварювання, яка з 1934 р. застосовується у вакуумній техніці.
- Розробив метод індукційного нагріву металу (високочастотна загартування; 1936—1939), запропонував перші промислові типи високочастотних гартівних установок з ламповими генераторами.
- На експериментальній установці отримував безелектродні газові розряди, що нагадують кульову блискавку (1942).
- Займався бездротовою передачею електрики для електромобілів (1940-і рр.).
- Запропонував ідею мобільного телефону (1943)[2].

### Вибрані праці
Джерело — електронні каталоги РНБ [Архівовано 8 жовтня 2014 у Wayback Machine.]
- Бабат Г. И. Индукционный нагрев металлов и его промышленное применение. — М.; Л.: Госэнергоиздат, 1946. — 431 с. — 4000 экз. || . — Изд. 2-е, перераб. и доп. — М.; Л.: Энергия, 1965. — 552 с. — 5650 экз.
- Бабат Г. И. О расчете индукторов и высокочастотных воздушных трансформаторов для установок индукционного нагрева: Матер. к конф. по электротермии и электропечам. — М.: Изд-во Акад. наук СССР, 1939. — 28 с. — 600 экз.
- Бабат Г. И. Питание энергией безрельсового наземного транспорта посредством электромагнитной индукции // Известия Акад. наук СССР; отд. техн. наук. — 1946. — № 2. — С. 219—228.
- Бабат Г. И. Точечная сварка разрядом конденсатора. — [М.]: Всес. постоянная выставка изобретательства и рационализации, 1937. — 39 с. — (Библиотека изобретателя и рационализатора).
- Бабат Г. И. Электровакуумные приборы: Конспект курса лекций, чит. во 2-м семестре 1933–34 уч. г. студентам группы № 40. — Л.: Б. и., 1934. — 181 с.
- Бабат Г. И., Бурьян Ю. Л., Щербинин В. П. Новые сверхвысоковольтные устройства. — М.: ЦБТИ, 1959. — 7 с.
- Бабат Г. И., Дершварц Г. В., Свенчанский А. Д., Смелянский М. Я. Электрические промышленные печи [Учебник для энергет. и электротехн. вузов]. — М.; Л.: Госэнергоиздат, 1948. — 328 с. — 6000 экз.
- Бабат Г. И., Лозинский М. Г. Поверхностное упрочнение стали обработкой токами высокой частоты. — М.: Б. и., 1940. — 48 с. — 2000 экз.

## Письменник
Г.Бабат  відомий також як популяризатор науки, автор розповідей і повістей.
Джерело — електронні каталоги РНБ [Архівовано 8 жовтня 2014 у Wayback Machine.]
- Бабат Г. И. Дорога // Техника — молодёжи. — 1945. — № 1–2. — С. 20–38.[3]
- Бабат Г. И. Монофон // Техника — молодёжи. — 1943. — № 7–8. — С. 23–24.[3]
- Бабат Г. И. Рассказы о токах высокой частоты. — М.; Л.: Госэнергоиздат, 1948. — 151 с. — 10 000 экз.
- Бабат Г. И. Страна Пээф: [Науч.-попул. очерк об электротехнике]: [Для ст. возраста]. — [М.]: Мол. гвардия, 1944. — 111 с. — 50 000 экз.
- Бабат Г. И. Токи высокой частоты. — М.: Знание, 1956. — 47 с. — (Всесоюз. о-во по распространению полит. и науч. знаний. — Серия 4, № 29). — 64 500 экз.
- Бабат Г. И. Ускорители. — [М.]: Мол. гвардия, 1957. — 80 с. — 50 000 экз.
- Бабат Г. И. Электричество вокруг нас. — М.: изд-во Главсевморпути, 1946. — 9 с. — 560 экз.
- Бабат Г. И. Электричество работает. — М.; Л.: Госэнергоиздат, 1950. — 416 с. — 25 000 экз. || . — Изд. 2-е, перераб. и доп. — М.; Л.: Энергия, 1964. — 655 с. — 6800 экз.
- Бабат Г. И. Электролет // Техника — молодёжи. — 1943. — № 4–5. — С. 16–17.
- Бабат Г. И., Гарф А. Л. Магнетрон [Для старш. возраста]. — М.: Детгиз, 1957. — 901 с. — 30 000 экз.

## Нагороди та визнання
- Премія Англійського інституту інженерів-електриків (1940) — за роботу по загартуванню стали струмами високої частоти
- Сталінська премія другого ступеня (1943) — за винайдення нового медичного препарату
- медаль "За доблесну працю у Великій Вітчизняній війні 1941—1945 рр .. " (1946)
- медаль «В пам'ять 800-річчя Москви» (1948).

## Увіковічнення пам'яті
В квітні 2011 року в Казані були проведені Міжнародна конференція «Фізика високочастотних розрядів» і Міжнародна школа молодих вчених і спеціалістів «Високочастотні розряди: теорія і техніка», присвячені 100-річчю Р. В. Бабата.